# Mnesiloba dentifascia
Mnesiloba dentifascia là một loài bướm đêm trong họ Geometridae.